# Анабарское плато
Анаба́рское плато́ — расположено в северо-восточной части Среднесибирского плоскогорья, на территории, ограниченной с одной стороны горами плато Путорана, с другой рекой Леной. На севере граничит с озёрно-аккумулятивной Северо-Сибирской низменностью. Плато сформировано выходом архейского кристаллического фундамента.
Анабарское плато занимает юго-восток Таймырского, северо-восток Эвенкийского районов Красноярского края и запад Анабарского улуса Якутии. До 450 м — редкостойные лиственничные леса, выше — горная тундра. На плато берут начало реки Анабар, Котуйкан и Большая Куонамка.

## Геологическое строение и рельеф
На территории Анабарского плато расположен Анабарский щит — участок выхода на поверхность платформенного докембрийского фундамента сложенного кристаллическими сланцами архея и гнейсами, по периферии обрамленными протерозойскими и нижнепалеозойскими известняками.
Горы характеризуются платообразными вершинами и крутыми, каньонообразными долинами рек; повсюду распространены скальные выходы различного состава, глыбовые развалы, курумники, осыпи. Характерна высотная поясность. На склонах выше 400—500 м лежат летующие снежники.
Межгорные котловины Анабарского плато выполнены аллювиальными валунными, галечными и песчаными отложениями, на севере с широким распространением древних морен и массивов мертвых льдов. Плато ниже, чем соседнее плато Путорана — наибольшая высота 905 м. Северную периферию плато обрамляет возвышенность Хара-Тас, сложенная с юга известняками кембрийского возраста, а с севера — кристаллическими породами, идентичными тем, что слагают плато Путорана.

## Климат
Территория относится к зоне распространения вечной мерзлоты. Мощность вечной мерзлоты под Анабарским плато достигает 1500 м. Плато расположено в континентальной области субарктического пояса и характеризуется очень низкой нормой осадков — около 250 мм в год. Среднегодовая температура составляет около −14 °C, средняя температура января составляет −34 °C с абсолютным минимумом до −60 °C, период с отрицательными среднесуточными температурами длится около 260 дней. Лето дождливое, июль часто жаркий с максимальной температурой до +38 °C.